# Peter Grandl

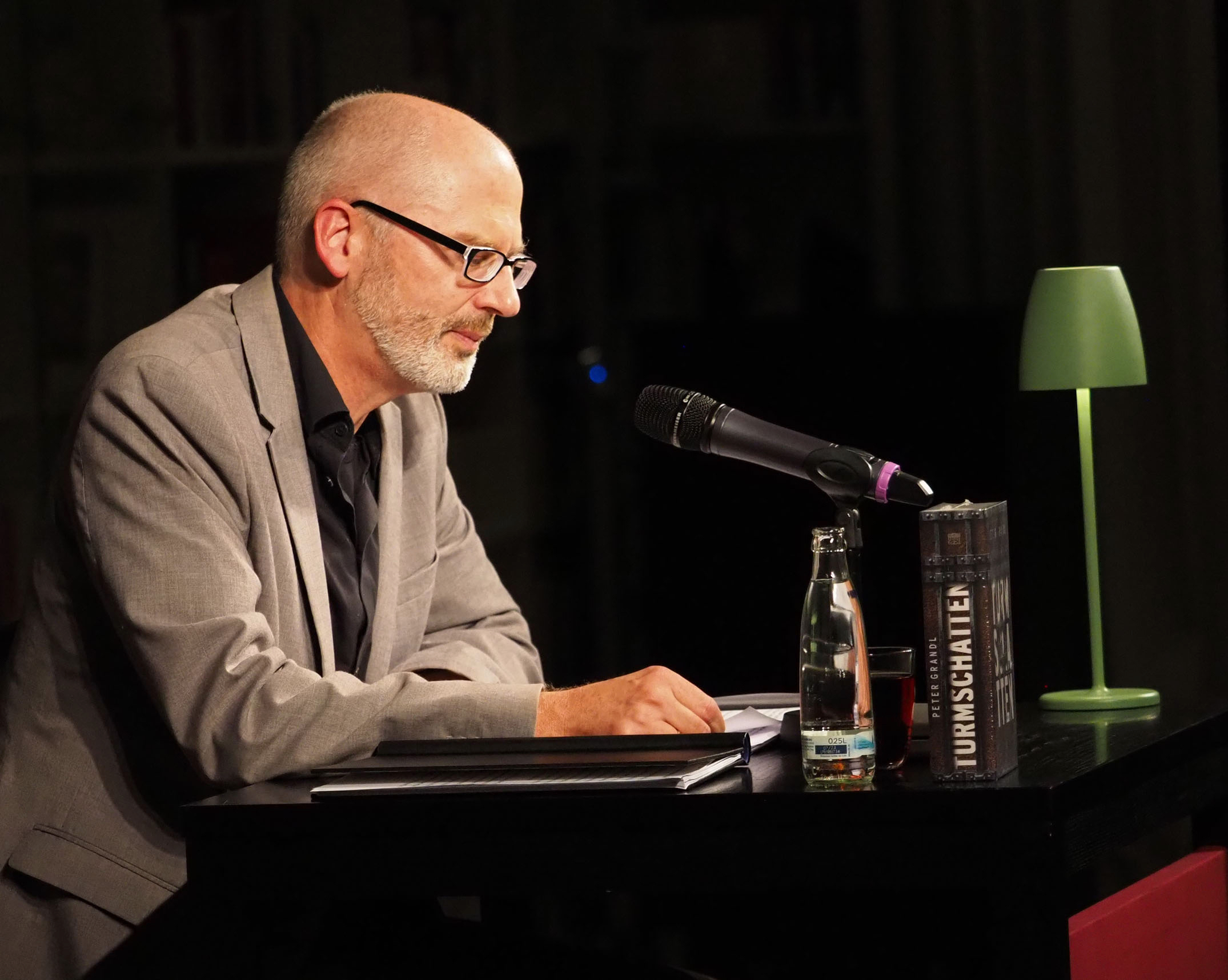
Peter Grandl liest aus seinem Roman Turmschatten im Münchner Literaturhaus am 3. Oktober 2021.

Peter Grandl (* 3. Oktober 1963 in München) ist ein deutscher Schriftsteller, Drehbuchautor, Regisseur und Creative Director.

## Schaffen
1982 entstand auf 16 mm der erste abendfüllende Spielfilm PSI – Leben in einer anderen Dimension nach einem eigenen Drehbuch. 1985 führte Peter Grandl Regie in dem Kinofilm AIDS, 1993 im Spielfilm Exit IV unter Mitwirkung von Iris Berben, den Grandl mit seiner eigenen Filmproduktion Diva Film realisierte.
1999 gründete er mit Amazona.de ein deutsches Online-Fachmagazin für Musiker, für das er bis Juli 2025 als Chefredakteur tätig war. 2008 erwarb das Musikhaus Thomann die Rechte am Magazin.
2003 entstand der Spielfilm Two Faces nach eigenem Drehbuch und 2005 der Kurzfilm Das letzte Wort über häusliche Gewalt an Kindern.
2020 veröffentlichte Peter Grandl im Eulenspiegel-Verlag seinen ersten Roman Turmschatten. Das Werk ist ein politischer Thriller über die Geiselnahme von drei Neonazis durch einen ehemaligen Mossad-Agenten, der im Netz zur Abstimmung aufruft, ob die Geiseln leben oder sterben sollen. Der Roman wurde von der Presse sehr gut aufgenommen, u. a. von der Süddeutschen Zeitung, RTL und W&V. Die E-Book-Plattform Wattpad verlieh Turmschatten 2019 den Watty-Award als „Bester Thriller des Jahres“. Der Roman wurde ebenso mit dem Harzer Hammer des Mordsharz-Festivals als bester Debütroman des Jahres ausgezeichnet.
Im Juli 2022 veröffentlichte der Piper Verlag eine überarbeitete Neuausgabe von Turmschatten. Sie entspricht dem ungekürzten Originalscript von Grandl und ist um ca. 40 Seiten länger als die Fassung des Eulenspiegel-Verlages.
Im Dezember 2022 erschien die Fortsetzung des Romans mit dem Titel Turmgold ebenfalls im Piper Verlag. Turmgold wurde durch die Heinrich-Böll-Stiftung als bester Polit-Krimi 2023 ausgezeichnet.
Januar 2024 erschien Grandls dritter Roman Höllenfeuer wieder beim Piper Verlag. Es ist ein Thriller um einen Terroranschlag in München und dessen Auswirkungen.
2023 schrieb Peter Grandl gemeinsam mit Til Schweiger das Drehbuch zu Manta Manta Zwoter Teil, der Fortsetzung von Manta Manta. Im selben Jahr schrieb er außerdem die Drehbücher zur Serien-Verfilmung von Turmschatten, die von Paramount produziert wurde.
2025 wechselte Peter Grandl vom Piper-Verlag zum dtv-Verlag und veröffentlichte dort den Roman RESET – Die Wahrheit stirbt zuerst, in dem Deep Fakes die Welt an den Rand des Abgrunds bringen. Für dieses Werk arbeitet er unter anderem mit der Deutschen Luftwaffe zusammen und mit einem KI-Spezialisten des Pentagons.

## Werke

### Prosa
- Turmschatten. Eulenspiegel Verlag, Berlin 2020, ISBN 978-3-360-01356-9.
- Turmschatten Extended. Piper Verlag, München 2022, ISBN 978-3-492-06321-0.
- Turmgold. Piper Verlag, München 2022, ISBN 978-3-492-06322-7.
- Höllenfeuer. Piper Verlag, München 2024, ISBN 978-3492064507.
- Reset, Die Wahrheit stirbt zuerst. dtv Verlag, München 2025, ISBN 978-3-423-40099-2

### Drehbuch
- 1982: PSI – Leben in einer anderen Dimension (16 mm)
- 1985: AIDS – Die schleichende Gefahr
- 1993: EXIT IV (TV)
- 2003: Two Faces (TV)
- 2005: Das letzte Wort (Kurzfilm)
- 2023: Manta Manta 2
- 2024: Turmschatten (Fernsehserie)

### Regie
- 1982: PSI – Leben in einer anderen Dimension (16 mm)
- 1985: AIDS – Die schleichende Gefahr (Kinofilm)
- 1993: EXIT IV (TV)
- 2003: Two Faces (TV)
- 2005: Das letzte Wort (Kurzfilm)

## Auszeichnungen
- 2006: World Media Festival – „Das letzte Wort“, Bester Film
- 2019: Wattpad WattyAward – „Turmschatten“, Bester Thriller[9]
- 2020: Mordsharz-Festival – „Turmschatten“, Bester Debütroman[10]
- 2023: Heinrich-Böll-Stiftung – „Turmgold“, bester politischer Kriminalroman des Jahres[17]

## Nominierungen
- 2020: Crime Cologne Award – „Turmschatten“
- 2021: Friedrich-Glauser-Preis – „Turmschatten“
- 2023: Skoutz-Award – „Turmschatten“[18]
- 2025: Crime Cologne Award – „Höllenfeuer“[19]
- 2025: Bloody Cover – „Höllenfeuer“[20]

## Verfilmung
Am 13. August 2023 gab Paramount+ bekannt, Turmschatten als sechsteilige Serie verfilmt zu haben. Die Hauptrollen spielen unter anderem Heiner Lauterbach, Klaus Steinbacher und Désirée Nosbusch. Regie führte Hannu Salonen. Peter Grandl verfasste mit Christian Limmer die Drehbücher zu der TV-Serie. Turmschatten hatte am 30. Juni 2024 anlässlich des Filmfest München seine Weltpremiere. Die Serie startete am 15. November 2024 in Deutschland auf Sky, danach auch auf Prime Video und Apple TV+.

## Ehrenamtliches Engagement
Peter Grandl ist Botschafter der Bildungsinitiative German Dream sowie Pate für das bundesweite Schulnetzwerk Schule ohne Rassismus. Für beide Organisationen tritt er regelmäßig in Schulen auf.